# Отряд войскового старшины Галаева
Отряд войскового старшины Галаева — антибольшевистское военное формирование, кубанский добровольческий отряд, сформированный на Кубани войсковым старшиной П. А. Галаевым 6 декабря 1917 года и входивший в состав вооружённых сил Кубанской Рады.

## История отряда
При отряде была сформирована 1-я Кубанская добровольческая батарея. Первый бой отряда состоялся 22 января 1918 года у станции Энем под Екатеринодаром. В этом сражении добровольцы Галаева совместно с отрядом капитана Покровского нанесли сокрушительное поражение большевистским отрядам, однако погиб основатель отряда П. А. Галаев, командир пулемётного взвода прапорщик Бархаш и прапорщик Моисеенко; подразделение понесло незначительные потери. После гибели Галаева отряд был объединён с добровольцами В. Л. Покровского и сражался на тихорецком направлении. 1 марта 1918 года разрозненные части были объединены в Кубанский отряд.